# Precisionsmedicin
Precisionsmedicin, internationellt används också termen personalized medicine, avser den ännu mer individanpassade prevention, diagnostik, behandling och uppföljning som möjliggjorts av den senaste tidens framsteg inom medicinsk vetenskap och teknik.
I svenska regeringens nationella Life Science-strategi från 2019  benämns precisionsmedicin som ”Med precisionsmedicin avses diagnostiska metoder och terapi för individanpassad utredning, prevention och behandling av sjukdom, applicerade på individnivå eller på delar av befolkningen. De nya möjligheter som precisionsmedicinen erbjuder baseras på senare års framsteg inom bland annat biomolekylära vetenskaper (”omics”-teknologier) och bioinformatik, samt tillkomsten av nya högupplösande avbildningstekniker.”